# Campolongo Tapogliano
Campolongo Tapogliano – miejscowość i gmina we Włoszech, w regionie Friuli-Wenecja Julijska, w prowincji Udine. W 2017 roku liczyła 1155 mieszkańców.